# Centre Pearson
Pour les articles homonymes, voir Pearson.
Créé par le gouvernement du Canada en 1994 sous le nom de Centre Pearson pour le maintien de la paix, le Centre Pearson était un centre de formation et de recherche en paix et sécurité. Son nom honorait Lester B. Pearson, ancien premier ministre du Canada et récipiendaire du Prix Nobel de la paix en 1957 pour la création de la FUNU (Force d’urgence des Nations unies), première opération de maintien de la paix des temps modernes. 
Le Centre Pearson se voulait un point de convergence pour l’enseignement, la formation et la recherche sur tous les aspects des opérations de paix. Sa principale activité était la formation. Elle consistait à offrir des connaissances et des compétences pratiques à des personnes et à des organismes qui prenaient part aux opérations de paix. Depuis 1995, plus de 7 000 personnes provenant du Canada et de 140 autres pays ont participé aux programmes du Centre. Des milliers d’autres personnes ont participé aux exercices de formation aux opérations de paix du Centre Pearson. 
Le Centre a été établi à Cornwallis Park, dans le sud de la Nouvelle-Écosse, dans des installations libérés par la fermeture de la Base des Forces canadiennes Cornwallis. Le centre a subséquemment ouvert des bureaux à Montréal, Ottawa et Halifax. La présidence du centre a été déplacée à Ottawa en 2008 alors que l'essentiel de l'administration demeurait à Cornwallis Park. Les bureaux de Montréal et de Halifax ont été fermés en 2008 et 2010 respectivement.
Pour appuyer ses programmes, le Centre Pearson pour le maintien de la paix a dispensé des versions spéciales de ses cours dans une trentaine de pays, normalement à la demande du ministère de la Défense nationale du Canada, du ministère des Affaires extérieures du Canada et de l’Agence canadienne de développement international (ACDI), ainsi que d’autres organismes. Il a dispensé pendant quelques années de la formation aux policiers africains au nom du gouvernement allemand. Certains de ses programmes destinés à des pays francophones étaient dispensés en partenariat avec le Réseau francophone de recherche sur les opérations de paix de l'Université de Montréal, quoique ce partenariat se soit lentement effacé.  En 2004, ses activités s'étendaient aux États-Unis, au Chili, au Ghana, en Macédoine, en Argentine, au Kenya, en Serbie, au Mali, et au Sénégal. Près de 18 000 personnes ont bénéficié de la formation dispensée par le Centre Pearson.
Le Centre bénéficiait peu avant sa fermeture d'un financement annuel de quatre millions de dollars. La réduction progressive du financement de l'État fédéral a entrainé la rationalisation des opérations et leur déplacement progressif vers le bureau d'Ottawa. En 2011, le Centre a fermé son bureau de Cornwallis Park. En 2013, le gouvernement du Canada a mis fin à son financement, ce qui a obligé le Centre à cesser ses opérations le 18 octobre et à fermer définitivement ses portes le 30 novembre 2013. À sa fermeture, le centre comptait moins de 20 employés. 
Comme le fait remarquer le journaliste qui rapporte la nouvelle de la fermeture : « Le Canada a inventé le concept des Casques bleus à la fin des années 50, mais il n’investit presque plus dans la recherche et la formation destinée aux opérations de maintien de la paix. Au cours des derniers mois, le gouvernement Harper — peu porté sur les missions de paix — a sabré les subventions accordées à plusieurs de ces organismes, dont le Centre Pearson, à Ottawa. »